# 3774-es busz
A 3774-es jelzésű autóbuszvonal Miskolc, Sajószentpéter, Edelény, Múcsony, Ragály és Imola között húzódó regionális vonal, amelyet a MÁV Személyszállítási Zrt. üzemeltet.

## Útvonala

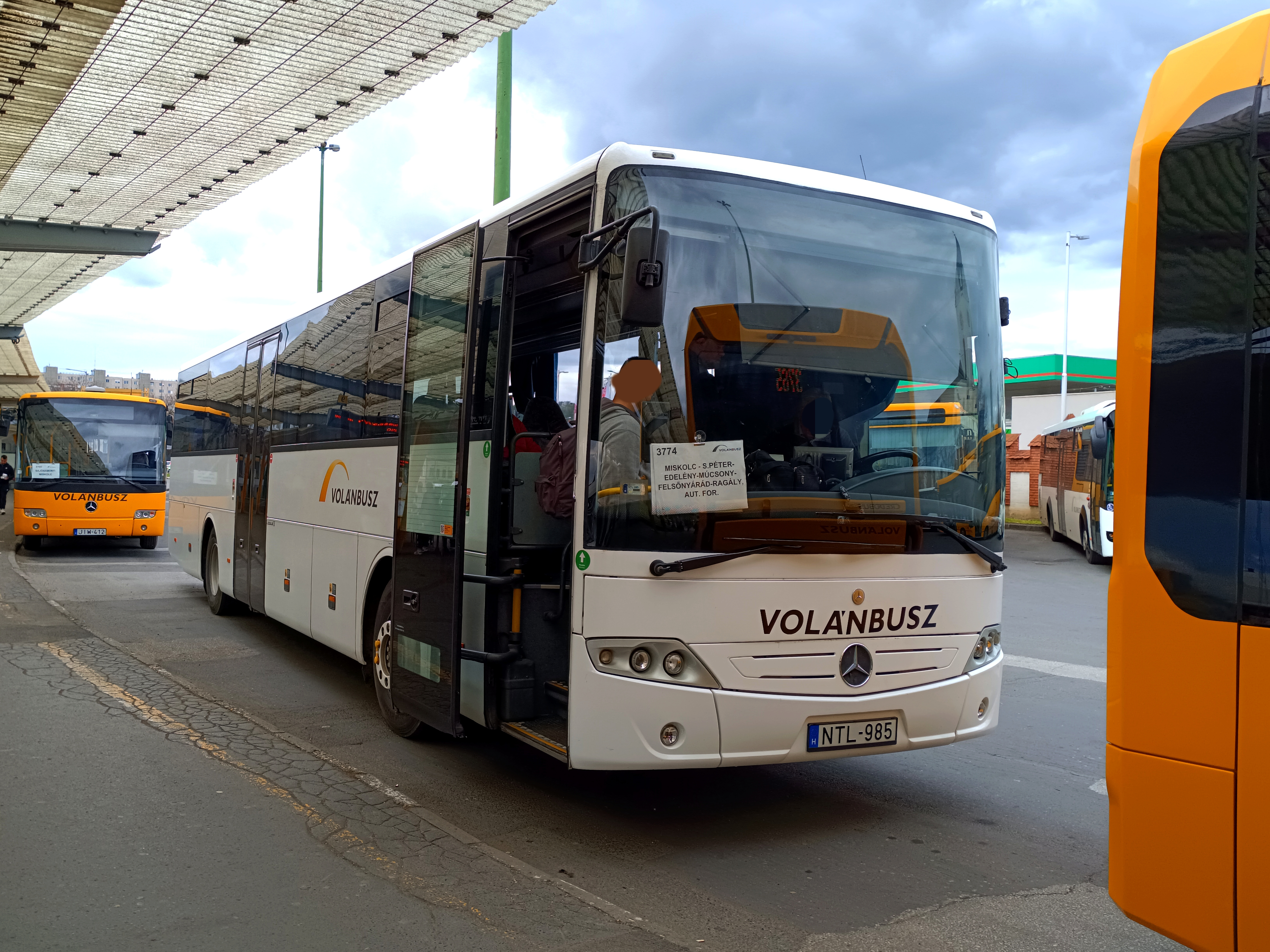
Miskolc Búza terén indulására vár

A miskolci autóbusz-állomásról, a Búza térről indul. Útját a 26-os főúton kezdi el, annak négysávos szakaszán, északi irányban, a Szentpéteri kapun keresztül. Többek között erre található a miskolci húszemeletes, a megye központi kórháza, valamint az útból ágazik ki az egykori miskolci repülőtér felé vezető szakasz is, egy bevásárlóközponti csomópontban. A megyeszékhelyet a Miskolc–Bánréve–Ózd-vasútvonal és a Miskolc–Tornanádaska-vasútvonal közös vonalszakaszával párhuzamosan hagyja el.
Miskolcról északnyugati irányban távolodik el, valamint öt kisebb elágazás mentén (ebből csak négyben áll meg). Ezek sorjában a szirmabesenyői, a már évek óta nem üzemelő Borsodi Ércelőkészítő Műi, a sajókeresztúri, a sajóbábonyi és a piltatanyai elágazások. A 8 kilométer alatt az összes Szirmabesenyő, Sajókeresztúr, Sajóvámos, Sajóbábony és Sajóecseg irányába tartó buszjárattól elválik.
Első településének közelében a 2023 decemberében átadott elkerülőjéhez – 260-as főút – tartozó körforgalmon túl Sajószentpéterre hajt be. A Sajó parti városnak délkeleti részén indul neki, de a 27-es főúti elágazásban Edelény irányába közlekedik tovább. Keresztezi a 92-es vasútvonalat, később elhalad Dusnokpuszta településrésze mentén is, belecsatlakozik a 2605-ös mellékút a főútba. Innen minden alkalommal kitérést tesz Edelénybe, melyet a bányász lakótelepe felől és a Szentpéteri úton közelít meg. A Bódva partján fekvő buszállomáson irányt vált, majd visszahajt a múcsonyi elágazáshoz. Tovább a Szuha-patak egyik holtága (Holt-Szuha), majd eredeti folyása körül folytatja kilométereit kelet-nyugati irányban keresztezve a három összenőtt települést, Múcsonyt, Alberttelepet és Szuhakállót. Becsatlakoznak a Kazincbarcika felől érkező buszok, eltávolodik az edelényi, a rudabányai és a sajókazai járatoktól. 
Hátralevő községeit a Putnoki-dombságon belül érinti, elsőként Kurityánt. A régióban megmutatkozik a mára már elmúlt bányászat nyomai, az így kialakult kisebb-nagyobb bányatavak, valamint a munkák maradványai is, mint ahogy Felsőnyárádon is (legnagyobbként a túloldalon fekvő Rudabánya tekintett). A faluközpontban vonalvezetése Zádorfalva helyett Aggtelek irányába folytatódik. Sík területekről mutazkozik meg több dombvonulat is, melyre jó példa Felsőkelecsény: síkságon fekszik, de alig 1 kilométerre már komoly szintemelkedőket küzd meg a 2608-as mellékút, ami Felsőkelecsény és Rudabánya összekötőjeként szolgál. A falunak csak a határában áll meg, boltja, temploma, közintézményei kizárólag ebből a megállóból érhetőek el (azonban nem volt soha esedékes, legtávolabbi pontjai alig egy tucat százméterre vannak). Utána a vele szomszédos Zubogyot szolgálja ki, de csak a rajta átvezető főúton, végül, de nem utolsósorban Ragály településen végződik a legtöbb járat, ami egy kisebb központnak is szolgál, hiszen elérhető innen Aggtelek. 
Ez alól egy iskolai járatpár kivétel, hiszen meghosszabbított útvonalon jár a kicsi, eldugott Imolára. Odafelé Ragály iskolájánál is megáll, míg visszafelé ez nem történik meg. Az indítás tanszünetben is megtörténik Miskolcról, de akkor csak Ragályig közlekedik. 

## Közlekedése
Indításai munkanapokon és szabadnapokon történnek, de Ragályig csak munkanapokon közlekedik busz átszállásmentesen, Miskolc és Edelény között egy járatpár szombaton indul. Ezen szakasza a fő, 3775-ös buszokéval, a Múcsony és Imola közötti szakasza a 4075-ös buszokkal egyezik meg.
Az eljutás 2020-ig Miskolcról Ragályba egy turisztikai szándékokat szolgáló indítással, hétvégente 3768-as jelzéssel is történt Miskolc–Kazincbarcika–Ragály[–Aggtelek] útvonalon.
| Viszonylat                              | Indításszám | Közlekedési rend |
| --------------------------------------- | ----------- | ---------------- |
| Miskolc, aut. áll. – Edelény, aut. áll. | 1 pár       | szabadnapokon    |
| Miskolc, aut. áll. – Ragály, aut. ford. | 2 pár       | munkanapokon     |
| Miskolc, aut. áll. – Imola, kh.         | 1 pár       | tanítási napokon |

## Megállóhelyei
| 0  | Miskolc, autóbusz-állomás végállomás           | 0.0 km  | 1, 1G, 3, 3A, 4, 7, 11, 12G, 20, 20A, 24, 28, 32, 34G, 35, 43, 44, 45, 101B, 900, 914, 935 1050, 1053, 1369, 1370, 1372, 1373, 1374, 1375, 1376, 1377, 1380, 1381, 1383, 1384, 1410, 1411 3700, 3701, 3702, 3703, 3704, 3705, 3706, 3707, 3708, 3709, 3710, 3711, 3712, 3714, 3715, 3716, 3717, 3718, 3719, 3720, 3721, 3722, 3723, 3724, 3726, 3727, 3728, 3729, 3730, 3731, 3733, 3734, 3735, 3736, 3737, 3738, 3739, 3740, 3741, 3742, 3743, 3744, 3745, 3746, 3747, 3748, 3749, 3750, 3751, 3752, 3753, 3754, 3755, 3757, 3760, 3761, 3764, 3765, 3766, 3767, 3770, 3772, 3773, 3775, 3776, 3777, 4019 |
| 1  | Miskolc, Leventevezér utca                     | 1.2 km  | 3, 12, 12G, 14, 14G, 20, 36, 54, 914 3700, 3701, 3702, 3703, 3704, 3705, 3707, 3714, 3754, 3757, 3760, 3761, 3763, 3764, 3765, 3770, 3772, 3773, 3775, 3776, 3777 |
| 2  | Miskolc, megyei kórház                         | 1.9 km  | 3, 3A, 12, 12G, 14, 14G, 20, 24, 36, 54, 914 1369, 1384, 1410, 1411 3700, 3701, 3702, 3703, 3704, 3705, 3707, 3708, 3709, 3711, 3714, 3754, 3757, 3760, 3761, 3763, 3764, 3765, 3766, 3767, 3769, 3770, 3772, 3773, 3775, 3776, 3777 |
| 3  | Miskolc, repülőtér bejárati út                 | 2.8 km  | 3, 3A, 8, 12, 12G, 14, 14G, 20, 24, 36, 54, 240, 914 1369, 1384, 1410, 1411 3700, 3701, 3702, 3703, 3704, 3705, 3707, 3708, 3709, 3711, 3714, 3754, 3757, 3760, 3761, 3763, 3764, 3765, 3766, 3767, 3769, 3770, 3772, 3773, 3775, 3776, 3777 |
| 4  | Miskolc, Stromfeld laktanya                    | 3.9 km  | 1369, 1384, 1410, 1411 3700, 3701, 3702, 3703, 3704, 3705, 3707, 3708, 3709, 3711, 3714, 3754, 3757, 3760, 3761, 3763, 3764, 3765, 3766, 3767, 3769, 3770, 3772, 3773, 3775, 3776, 3777 |
| 5  | Szirmabesenyői elágazás                        | 5.0 km  | 3700, 3701, 3702, 3703, 3704, 3705, 3707, 3708, 3709, 3711, 3714, 3754, 3757, 3760, 3761, 3763, 3764, 3765, 3770, 3772, 3773, 3775, 3776, 3777, 3797 |
| 6  | Sajókeresztúr, ipari park bejárati út          | 6.9 km  | 3703, 3704, 3707, 3708, 3709, 3711, 3754, 3757, 3760, 3761, 3763, 3764, 3765, 3770, 3772, 3773, 3775, 3776, 3797 |
| 7  | Sajóbábonyi elágazás                           | 9.4 km  | 3703, 3704, 3707, 3708, 3709, 3711, 3754, 3757, 3760, 3761, 3763, 3764, 3765, 3770, 3772, 3773, 3775, 3776, 3777, 3793, 3795, 3797 |
| 8  | Piltatanyai elágazás                           | 11.3 km | 3704, 3707, 3708, 3709, 3711, 3754, 3761, 3763, 3764, 3765, 3770, 3773, 3775, 3793 |
| 9  | Sajószentpéter, Kossuth utca 32.               | 13.1 km | 3704, 3707, 3708, 3709, 3711, 3754, 3761, 3763, 3764, 3765, 3770, 3773, 3775, 3793 |
| 10 | Sajószentpéter, városháza                      | 14.1 km | 3704, 3707, 3708, 3709, 3711, 3775, 3793, 4098 |
| 11 | Sajószentpéter, Váci Mihály utca               | 14.7 km | 3704, 3707, 3708, 3709, 3711, 3775, 3793, 4098 |
| 12 | Eprestanya                                     | 16.3 km | 3704, 3707, 3708, 3709, 3711, 3775, 3793, 4098 |
| 13 | Dusnokpuszta, bejárati út                      | 17.4 km | 3704, 3707, 3708, 3709, 3711, 3775, 3793, 4098 |
| 14 | Múcsonyi elágazás                              | 19.3 km | 3704, 3707, 3708, 3709, 3711, 3775, 3793 |
| 15 | Edelény, kollégium                             | 21.6 km | 3704, 3707, 3708, 3709, 3711, 3772, 3775, 3793, 4040, 4041, 4043, 4044, 4095 |
| 16 | Edelény, bányász lakótelep                     | 22.0 km | 3704, 3707, 3708, 3709, 3711, 3772, 3775, 3793, 4040, 4041, 4043, 4044, 4095 |
| 17 | Edelény, Szentpéteri utca 6.                   | 22.7 km | 3704, 3707, 3708, 3709, 3711, 3772, 3775, 3793, 4040, 4041, 4043, 4044, 4095 |
| 18 | Edelény, kórház bejárati út                    | 23.6 km | 3704, 3707, 3708, 3709, 3711, 3772, 3775, 3793, 4040, 4041, 4043, 4044, 4093, 4095 |
| 19 | Edelény, kastély bejárati út                   | 24.2 km | 3704, 3707, 3708, 3709, 3711, 3772, 3775, 3793, 4040, 4041, 4043, 4044, 4093, 4095 |
| 20 | Edelény, autóbusz-állomás vonalközi végállomás | 24.6 km | 3703, 3704, 3707, 3708, 3709, 3711, 3713, 3772, 3775, 3776, 3793, 3795, 4040, 4041, 4043, 4044, 4092, 4093, 4094 |
| 21 | Edelény, kastély bejárati út                   | 25.0 km | 3704, 3707, 3708, 3709, 3711, 3772, 3775, 3793, 4040, 4041, 4043, 4044, 4093, 4095 |
| 22 | Edelény, kórház bejárati út                    | 25.6 km | 3704, 3707, 3708, 3709, 3711, 3772, 3775, 3793, 4040, 4041, 4043, 4044, 4093, 4095 |
| 23 | Edelény, Szentpéteri utca 6.                   | 26.5 km | 3704, 3707, 3708, 3709, 3711, 3772, 3775, 3793, 4040, 4041, 4043, 4044, 4095 |
| 24 | Edelény, bányász lakótelep                     | 27.2 km | 3704, 3707, 3708, 3709, 3711, 3772, 3775, 3793, 4040, 4041, 4043, 4044, 4095 |
| 25 | Edelény, kollégium                             | 27.6 km | 3704, 3707, 3708, 3709, 3711, 3772, 3775, 3793, 4040, 4041, 4043, 4044, 4095 |
| 26 | Edelény, IV. akna bejárati út                  | 30.1 km | 3772, 4040, 4041, 4043, 4044, 4095 |
| 27 | Múcsony, Deák Ferenc utca 50.                  | 32.1 km | 3772, 4040, 4041, 4043, 4044, 4095 |
| 28 | Múcsony, posta                                 | 33.2 km | 3772, 4040, 4041, 4043, 4044, 4095 |
| 29 | Múcsony, Kossuth utca                          | 34.2 km | 3772, 4040, 4041, 4043, 4044, 4095 |
| 30 | Múcsony (Alberttelep), kultúrház               | 35.5 km | 3769, 4069, 4070, 4075, 4078, 4079, 4080, 4081, 4082, 4083, 4084, 4095 |
| 31 | Szuhakálló-Múcsony vasútállomás, bejárati út   | 36.0 km | 1054 4069, 4070, 4075, 4078, 4079 |
| 32 | Winterbánya                                    | 37.1 km | 4070, 4075, 4078, 4079 |
| 33 | Kurityán, újtelep                              | 38.2 km | 4070, 4075, 4078, 4079 |
| 34 | Kurityán, autóbusz-váróterem                   | 38.8 km | 4070, 4075, 4078, 4079 |
| 35 | Kurityán, egészségház                          | 39.9 km | 4070, 4075, 4078, 4079 |
| 36 | Kurityán, községháza                           | 40.6 km | 1054 4070, 4075, 4078, 4079 |
| 37 | Kurityán, fűszerbolt                           | 41.2 km | 4070, 4075, 4078, 4079 |
| 38 | Felsőnyárád, dövényi elágazás                  | 42.9 km | 1054 4070, 4075, 4078, 4079 |
| 39 | Felsőnyárád, iskola                            | 43.2 km | 4070, 4075, 4078, 4079 |
| 40 | Felsőnyárád, autóbusz-váróterem                | 43.8 km | 4070, 4075, 4078, 4079 |
| 41 | Felsőkelecsény, bejárati út                    | 46.8 km | 1054 4075, 4078, 4079 |
| 42 | Felsőkelecsény, állami gazdaság                | 47.3 km | 4075, 4078, 4079 |
| 43 | Zubogy, bejárati út                            | 48.5 km | 4075, 4079 |
| 44 | Zubogy, posta                                  | 49.5 km | 1054 4075, 4078, 4079 |
| 45 | Csemetekert                                    | 51.4 km | 4075, 4078, 4079 |
| 46 | Nyolcrendestanya                               | 52.5 km | 4075, 4078, 4079 |
| 47 | Ragály, Kossuth utca 89.                       | 53.5 km | 4075, 4078, 4079 |
| 48 | Ragály, autóbusz-forduló vonalközi végállomás  | 54.2 km | 1034, 1054 4075, 4078, 4079, 4104, 4140 |
| 49 | Ragály, iskola (↓)                             | 54.7 km | 4079 |
| 50 | Imola, községháza végállomás                   | 59.7 km | 4075, 4078, 4079 |